# مكتبة هاميلتون جرانج
مكتبة هاميلتون جرانج، هي فرع لمكتبة نيويورك العامة وهو مبنى طراز تاريخي ويقع في قمم هاميلتون، تم تصميمه بواسطة ميكم وميد وايت وتم بناؤه في 1906_1905 وهو فرع من أصل 65 فرع بنتها مكتبة نيويورك العامة بأموال قدمها أندر كارنيجي. ومنها 11 تصميم صممها ميكم وميد وايت. وهو مبنى مكون من ثلاثة طوابق يبلغ عرضة 5خليج يواجه حجر جيري رمادي وهو تصميم مستوحى من طراز عصر النهضة الإيطالي. والمبنى كان يتميز بفتحات دائرية مقوسة في الطابق الأول ومصابيح وشبكات برونزية.
تم تصميم معلم مدينة نيويورك في 1970 وتم إدراجها في السجل العالمي للأماكن التاريخية في 1981.

## انظرأيضًا
- مكتبة رقمية
- مكتبة الكونغرس
- مكتبة التاريخ